# Une vie Saint Laurent
Albums de Alain Chamfort
Ce qui reste, c'est l'air. Intégrale 1966/2007
(2007) Elles et lui
(2012)
Une vie Saint Laurent est le douzième album studio du chanteur français Alain Chamfort paru en 2010 sous le label Tessland / Pierre & Eau.
Il retrace la vie et l’itinéraire professionnel du couturier Yves Saint Laurent. Les chansons sont écrites par Pierre-Dominique Burgaud et composées par Alain Chamfort et Jean-Philippe Verdin ; les arrangements et la réalisation sont de Jean-Philippe Verdin.
Diffusé sur le site Vente-privee.com, le disque, auto-produit en raison de la frilosité des maisons de disques sur ce projet, a connu un rapide succès, 7 962 exemplaires ayant été vendus en une semaine.

## Titres
| No  | Titre                         | Période correspondante                                                                                       | Durée |
| --- | ----------------------------- | --- | ----- |
| 1.  | Oran                          | 1936 - Naissance d’Yves Mathieu-Saint-Laurent à Oran.                                                        | 3:38  |
| 2.  | À la droite de Dior           | 1955 - Yves Saint Laurent entre chez Dior comme assistant modéliste.                                         | 3:54  |
| 3.  | Les Clochettes blanches       | 1957 - Christian Dior meurt d’une crise cardiaque.                                                           | 2:54  |
| 4.  | Le Jeune Homme au balcon      | 1958 - Première collection d’Yves Saint Laurent pour Dior.                                                   | 3:13  |
| 5.  | Pas de guitare                | 1958 - Rencontre avec Pierre Bergé.                                                                          | 2:32  |
| 6.  | Une étoile qui tombe          | 1960 - Yves Saint Laurent est appelé au service militaire.                                                   | 2:47  |
| 7.  | Les deux ne font qu’un        | 1961 - Yves Saint Laurent et Pierre Bergé créent YSL Couture.                                                | 3:45  |
| 8.  | Smoking or No Smoking?        | 1966 - Yves Saint Laurent invente le smoking au féminin.                                                     | 4:37  |
| 9.  | Prêt-à-porter                 | 1966 - Yves Saint Laurent est l'un des premiers grands couturiers à dessiner du prêt-à-porter.               | 3:17  |
| 10. | Les Muses                     | années 1970 - Yves Saint Laurent traverse une grande période de créativité et d’excès.                       | 4:02  |
| 11. | 5, avenue Marceau             | 1974 - YSL Couture s’installe au 5 Avenue Marceau.                                                           | 3:37  |
| 12. | Majorelle                     | 1980 - Yves Saint Laurent et Pierre Bergé acquièrent le jardin Majorelle à Marakesh.                         | 3:18  |
| 13. | Le Marketing, la Poésie       | 2000 - Un an après le rachat de la marque YSL, Tom Ford est nommé directeur artistique d’Yves Saint Laurent. | 2:55  |
| 14. | Quand on a tout connu         | 2000 - Yves Saint Laurent se retire progressivement de la vie publique.                                      | 3:26  |
| 15. | On dit                        | 2002 - Yves Saint Laurent se retire de la haute couture.                                                     | 3:04  |
| 16. | Adieu, monsieur Saint-Laurent | 2 juin 2008 - Yves Saint Laurent s’éteint à Paris (instrumental).                                            | 2:13  |